# قانون اساسی سوریه
سوریه، قوانین اساسی مختلفی داشته است. نخستین قانون اساسی سوریه در سال ۱۹۳۰ بود. قانون اساسی موقت جدید در ۱۳ مارس ۲۰۲۵ به تصویب رسید و جایگزین قانون اساسی ۲۰۱۲، پس از سقوط رژیم اسد در سال ۲۰۲۴ شد.